# 停止战争联盟
停止战争联盟（Stop the War Coalition；缩写：StWC），是英国的一个反战组织，反对英国卷入军事冲突。它发起过大量反战游行，它参与发起的2003年2月15日全球反戰行動是英国历史上最大规模的公开示威。

## 历史

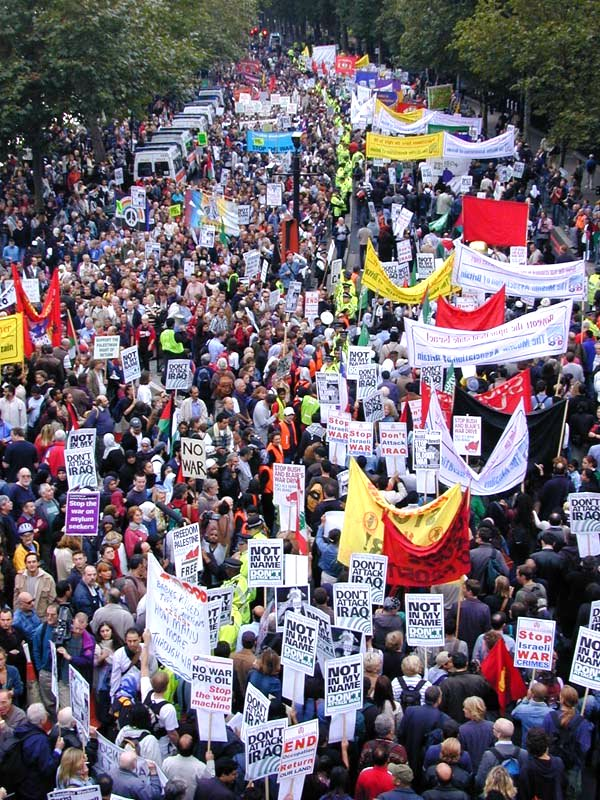
反战示威游行中的横幅

九一一袭击事件后，该联盟于2001年9月21日在伦敦尤斯顿路朋友之家举办的一个2,000人规模的公开会议上发起，主持人是林德赛·日耳曼 (Lindsey German)，當時活躍於社會主義工人黨（SWP）。。成立聲明中說："阻止戰爭聯盟的成立是為了鼓勵和動員最大規模的反戰運動"。 "它的目標很簡單--把每一個想阻止這場瘋狂的人聚集在一起，提出被媒體擠壓的反戰論點"。該聯盟的發起人包括前英国工黨議員托尼·本恩、工黨議員喬治·蓋洛威、譚·達利爾(Tam Dalyell)和傑里米·科爾賓，此外還有塔里克·阿里、哈罗德·品特、蘇雷什·格羅佛和安德魯·莫瑞(工會成員)。